# 툴 에비네이션
툴 에비네이션(영어: Toll Aviation)은 오스트레일리아의 화물 항공사로 퀸즐랜드주 브리즈번에 본부를 두고 있으며, 1989년에 제트 에비네이션(영어: Jetcraft Aviation)으로 설립되었다. 2007년에 경영난으로 인해 파산 신청을 했으며 이후 오스트레일리아의 물류 기업인 툴 글로벌 익스프레스에 인수되어 현재에 이르고 있다.

## 보유 기종
- 2013년 7월 기준으로 툴 에니네이션은 다음과 같은 기종을 보유하고 있다.:[3][4]

## 사진

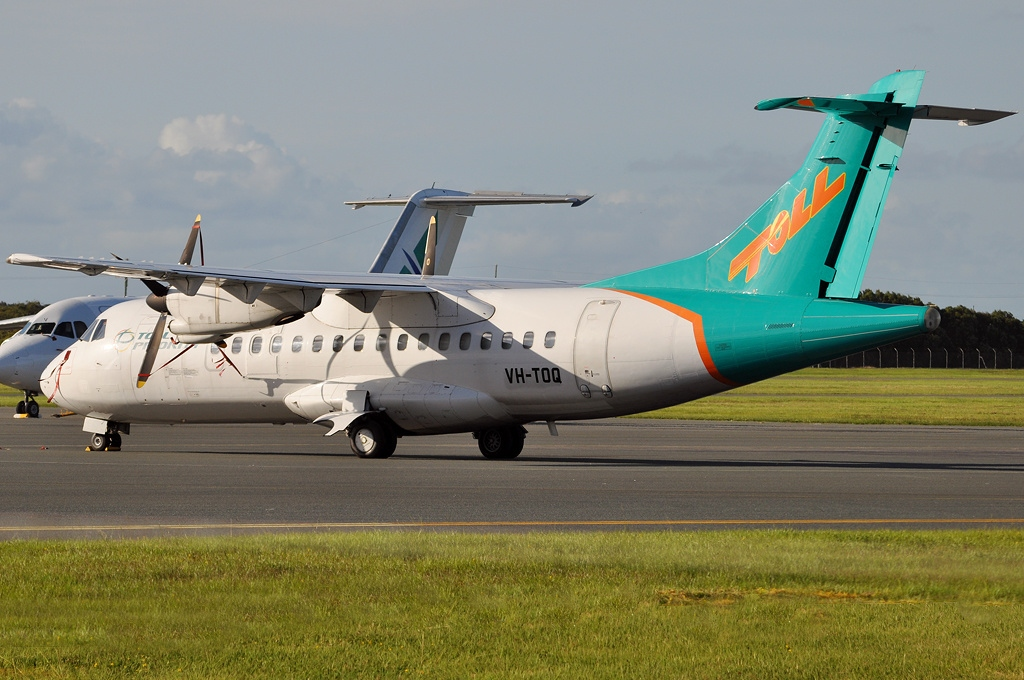
툴 에비네이션의 ATR 42-300
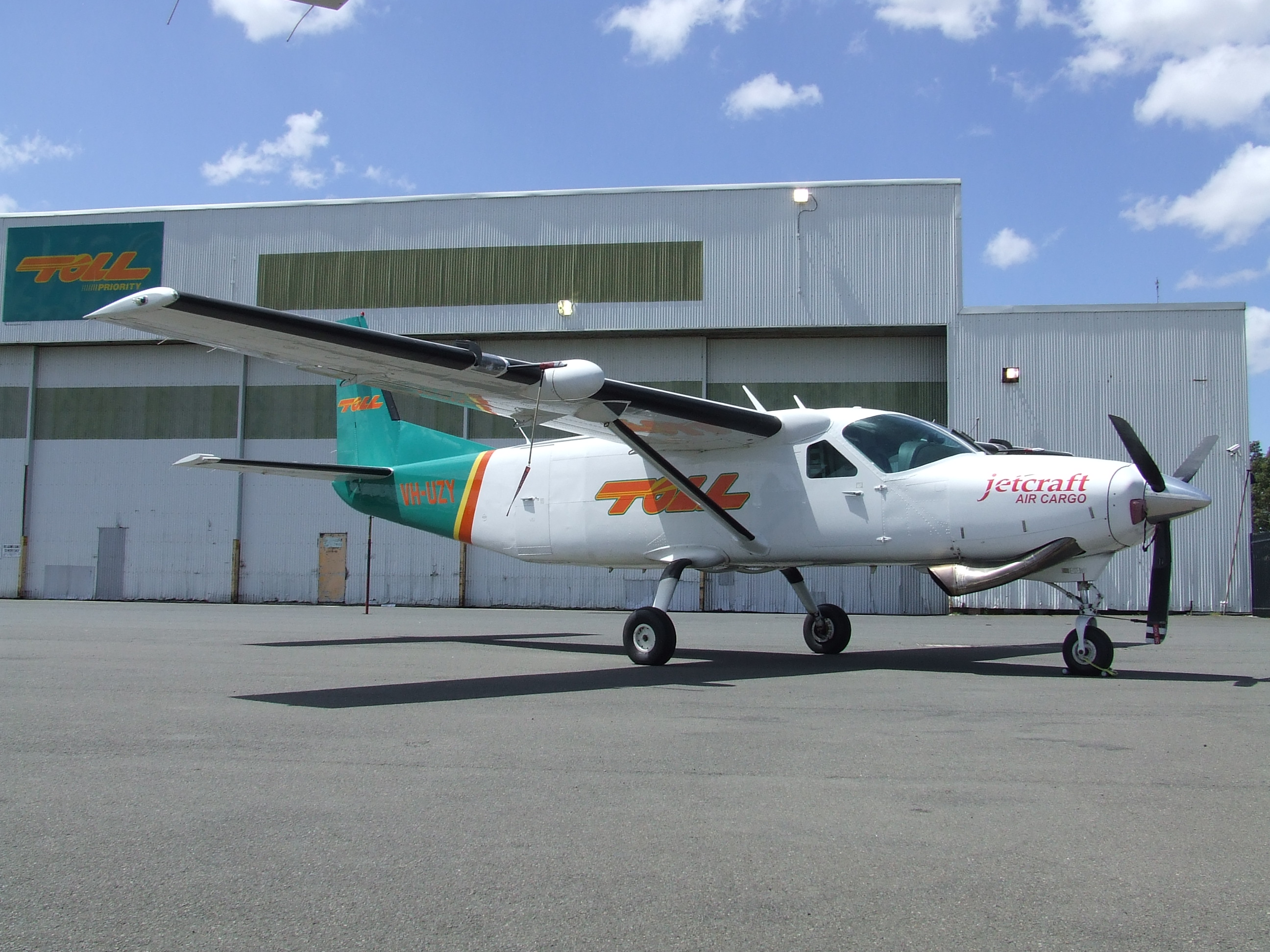
툴 에비네이션의 세스나 캐러밴 208B0
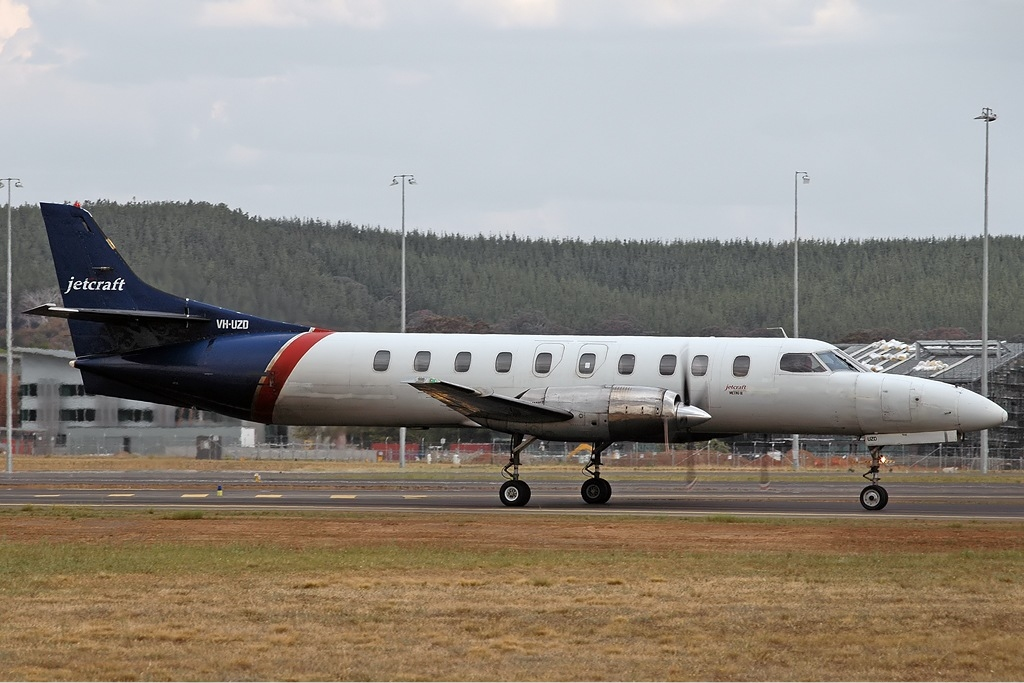
툴 에비네이션의 페어차일드 SA227-AC 메트로 III